# Omoa (kommun)
Omoa är en kommun i Honduras.   Den ligger i departementet Departamento de Cortés, i den västra delen av landet, 200 km nordväst om huvudstaden Tegucigalpa. Antalet invånare är 30 148.